# Bror Berndt Höök
Bror Berndt Höök, född 15 augusti 1834 i Ekenäs, död 21 juni 1901 i Kuopio, var en finländsk militär och kanalbyggare. Han var bror  till Fridolf Höök.
Höök, som var son till tullförvaltaren Eric Höök i Ekenäs, utexaminerades 1856 från Finska kadettkåren i Fredrikshamn och tjänstgjorde sedan som ingenjörsofficer i Finland och Ryssland. Han byggde flera kanaler i östra Finland, bland annat kanalerna i Pielisjoki 1874–1879. Han var även ryktbar som björnjägare; han nedlade 134 björnar, ett rekord som torde ha överträffats bara av Martti Kitunen.